# Еміліо Рекоба
Еміліо Рекоба (ісп. Emilio Recoba, 3 листопада 1904, Монтевідео — 12 листопада 1992, там сам) — уругвайський футболіст, що грав на позиції захисника за клуби «Карлей» та «Насьйональ», а також національну збірну Уругваю.
Чемпіон світу з футболу.

## Клубна кар'єра
Дебютував у футболі за клуб «Карлей» з Монтевідео. 
1925 року перейшов до клубу «Насьйональ» (Монтевідео), за який відіграв 7 сезонів.  Більшість часу, проведеного у складі «Насьйоналя», був основним гравцем захисту команди. 
У 1925 році Рекоба в складі «Насьоналz» взяв участь в легендарному турне по Європі, в рамках якого чинні чемпіони країни, яка виграла Олімпійські ігри Парижа в 38 іграх здобули 26 перемог, 7 разів зіграли внічию і зазнали лише 5 поразок.
Завершив професійну кар'єру футболіста виступами за команду «Насьйональ» у 1932 році.

## Виступи за збірну
1926 року дебютував в офіційних матчах у складі національної збірної Уругваю. Протягом кар'єри у національній команді, яка тривала 5 років, провів у її формі 5 матчів.
У 1926 році став чемпіоном Південної Америки у складі національної збірної Уругваю. Всі 4 гри були виграні з різницею м'ячей 17:2. 
Також був в заявці на південноамериканський чемпіонат 1929 року, але участі в матчах не брав. 
У складі збірної був присутній на чемпіонату світу 1930 року в Уругваї. На поле не виходив, але здобув титул чемпіона світу.
Останній матч за збірну зіграв 16 червня 1929 року проти Аргентини (1:1).
Помер 12 листопада 1992 року на 89-му році життя.

## Титули і досягнення
- Чемпіон світу (1): 1930
- Чемпіон Південної Америки (1): 1926